# Fusillade de Fada N'gourma
La fusillade de Fada N'gourma est une fusillade survenue le 7 août 2020 au Burkina Faso. Au moins 20 personnes ont été tuées lorsqu'une trentaine d'hommes armés non identifiés ont attaqué un marché aux bestiaux de Namoungou, dans la commune Fada N'Gourma, dans la province du Gourma, dans la région de l'Est, au Burkina Faso. Il s'agit d'un des rares marchés à bestiaux encore ouverts de la zone,,.